# Dorfkirche Schlunzig

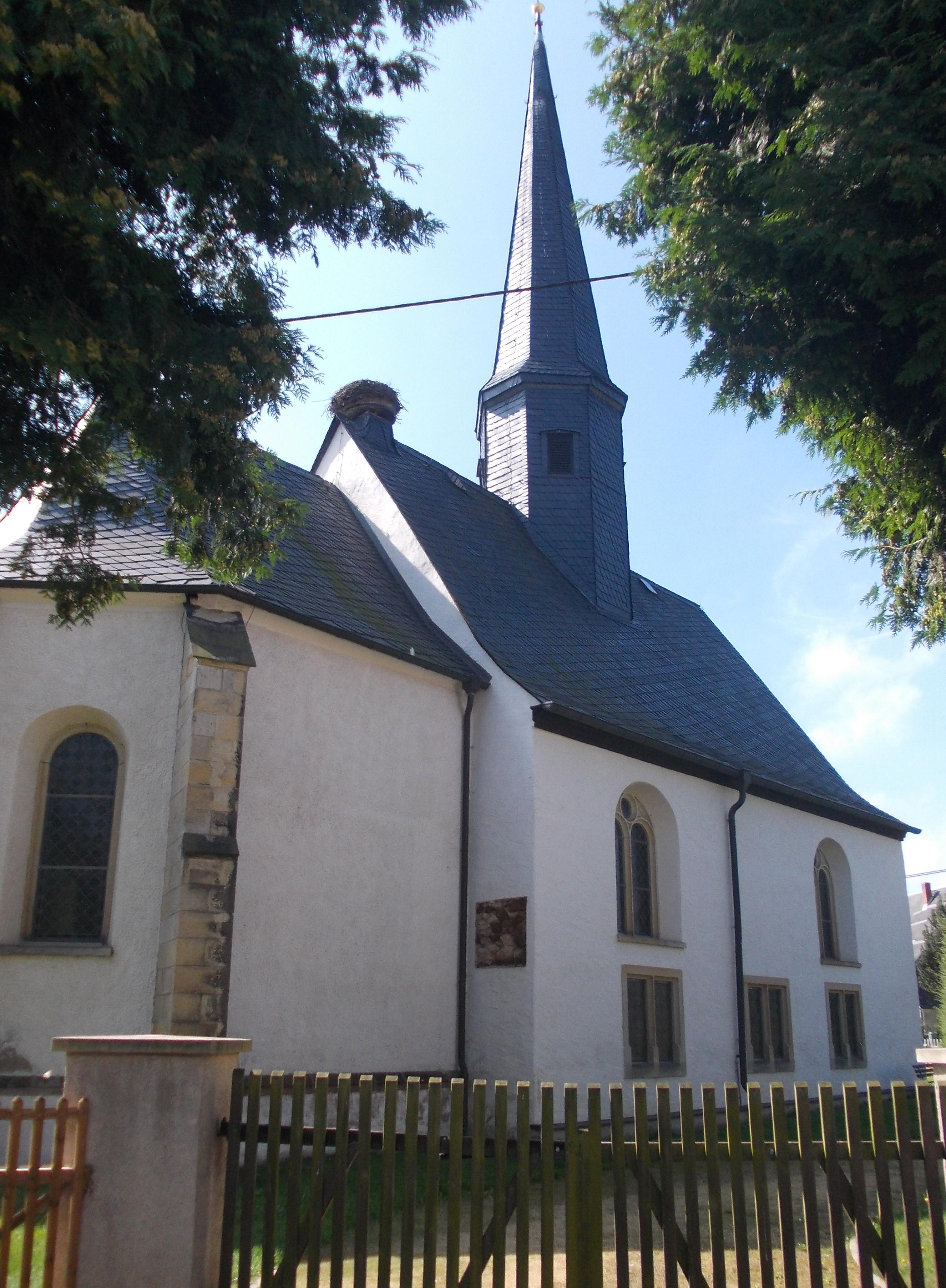
Dorfkirche Schlunzig

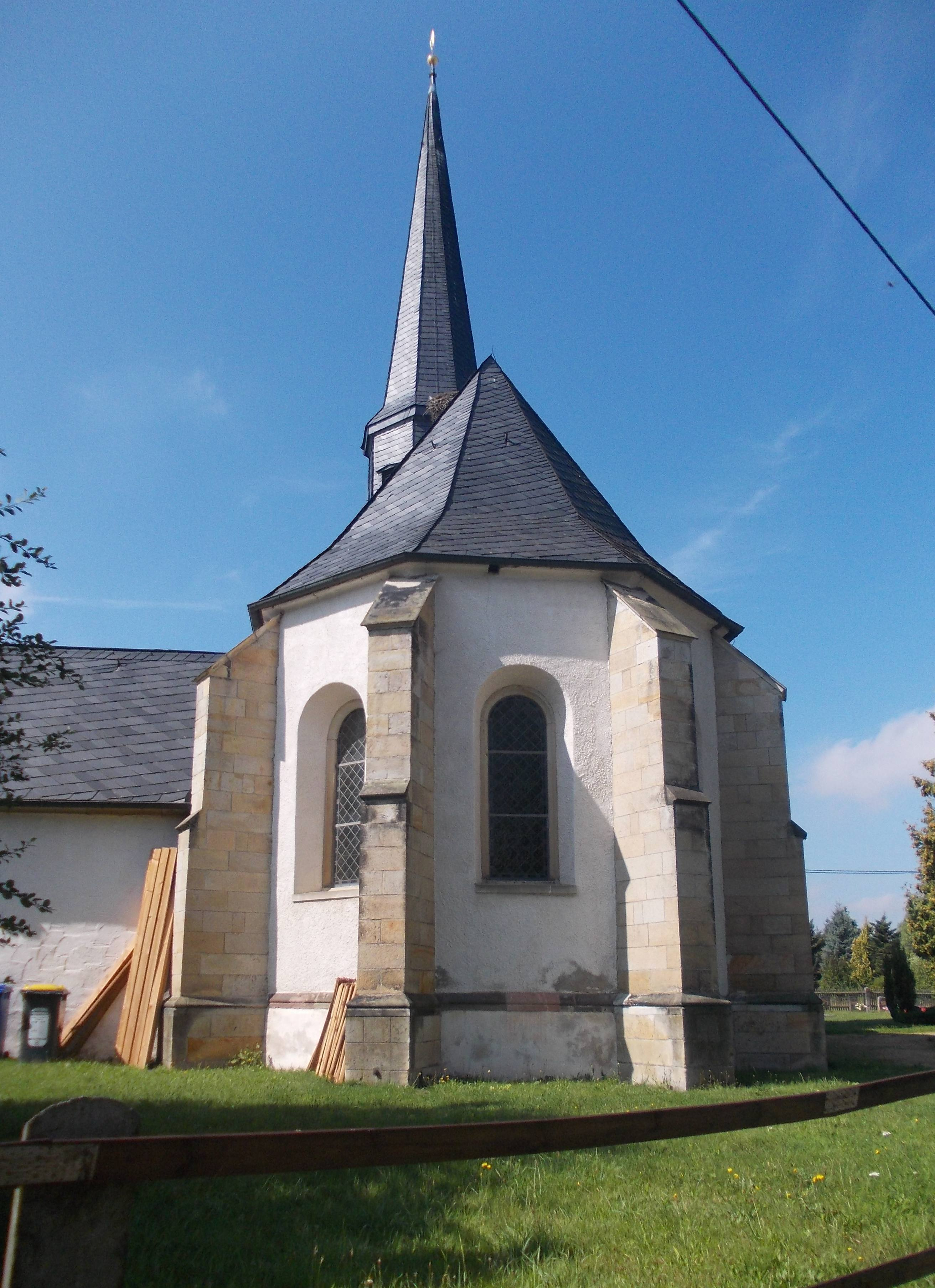
Ostansicht

Die evangelische Dorfkirche Schlunzig ist eine im Kern spätromanische aber mehrfach veränderte Kirche, heute eine Emporenhalle, im Ortsteil Schlunzig von Zwickau im Landkreis Zwickau in Sachsen. Sie gehört zur Kirchengemeinde Gesau im Kirchenbezirk Zwickau der Evangelisch-Lutherischen Landeskirche Sachsens.

## Geschichte und Architektur
Die spätromanische Saalkirche stammt vermutlich aus den Jahren 1230–80; sie wurde wiederholt umgebaut und 1886 umfassend restauriert. Der Putzbau endet in einem eingezogenen Chor mit dreiseitigem Schluss und Strebepfeilern und wurde spätgotisch überarbeitet. Das Bauwerk wird durch einen oktogonalen Dachreiter mit Helm aus dem Jahr 1568 akzentuiert und hat an der Chorsüdseite eine Sakristei.
Das Innere ist durch seine Einheitlichkeit beachtenswert. Eine Felderdecke auf profilierten Balken schließt den Raum ab. Sie wird von Holzpfeilern gestützt, die auch die eingeschossigen umlaufenden Emporen tragen. An diesen Stützen und den Emporenbrüstungen aus der Zeit um 1700 sind geschnitzte Akanthuselemente aufgelegt. Der rundbogige Triumphbogen mit spätromanischen Kämpfern führt zum Chor mit Kreuzgratgewölbe.

## Ausstattung
Das Hauptstück der Ausstattung ist ein spätgotischer Flügelaltar aus der Zeit um 1500/20 aus einer Zwickauer Werkstatt. Er zeigt in der Predella die Geburt Christi, im Schrein Maria zwischen Barbara und Katharina, auf den Flügeln die Heiligen Margareta und Magdalena. Auf den bemalten Rückseiten sind Laurentius und Petrus dargestellt, die jedoch durch aufgeschraubte Standflügel verdeckt sind. Im Auszug ist Georg zwischen den Wappen des Ernst von Schönburg und seiner Gemahlin dargestellt. Die barocke Kanzel aus dem Jahr 1712 ist mit gemalten Evangelisten- und Prophetendarstellungen von 1717 geschmückt, die von dem Glauchauer Maler Ernst Thomas geschaffen wurden.

## Orgel
Die Orgel mit reichem Rokokoprospekt ist ein Werk von Johann Jacob Donati dem Älteren aus dem Jahr 1724 mit zehn Registern auf einem Manual und Pedal. Nach mehreren geringfügigen Umbauten, darunter der Ersatz der Prospektpfeifen nach Abgabe 1917 durch solche aus Zink und eine Restaurierung durch Wilhelm Rühle im Jahr 1965 wird der Erhaltungszustand als gut beurteilt. Die Disposition lautet seit 1881:
| Hauptwerk CD–c3 |       |      |
| Principal       | 8′    |      |
| Gedackt         | 8′    |      |
| Hohlflöte       | 8′    | 1881 |
| Principal       | 4′    |      |
| Flöte           | 4′    |      |
| Octava          | 2′    |      |
| Cornet III      | c1–c3 |      |
| Mixtur III      |       |      |

| Pedal CD–c1 |     |
| Subbass     | 16′ |
| Octavbass   | 8′  |